# Шпак, Кузьма Викторович
Кузьма Викторович Шпак (1918, Писаревка — 10 апреля 1944, Николаев) советский военнослужащий, Герой Советского Союза, участник «десанта Ольшанского», заместитель командира отделения автоматчиков 384-го отдельного батальона морской пехоты Одесской военно-морской базы Черноморского флота, старшина 1-й статьи.

## Биография
Шпак Кузьма Викторович родился в 1918 году в селе Писаревке, Воронежской обл. Кантемировского р-на.   В семье крестьянина – бедняка. С раннего детства, как и все дети бедняков, познал что такое труд. В семье он был самым старшим из детей, поэтому ему приходилось быть няней своих младших сестер маши и Нины, пасти на выгоне телка и поросенка. Когда ему стало 6-7 лет, он вместе с отцом работал в поле на своем клочке земли (был погонщиком, пастухом, полильщиком и т.д.)
Когда в селе стала организовываться с/х артель, Кузя увидел свое детство – он пошел в школу (ему было 10 лет), у него стало много свободного времени на игры, рыбалку, купание со своими сверстниками (село раскинулось на берегу реки Богучарки – приток Дона).  Любил ходить на утренней зорьке на рыбалку (особенно рыбачить с лодки), любил зимой кататься на коньках, которые делал сам из дерева с железным полозом. Со сверстниками был вежлив, всегда заступался за слабейшего. Особенно любил Кузя подвижные игры и как-то получалось, что он в каждой игре привлекал внимание сверстников и оказывался их заводилой.
В родной Писаревке жил до 1934 г. В марте 1934 г. с родителями переехал в Краснодарский край, село Калинино, Пашковского р-на. Оттуда был призван в ряды Р.К.К.А.
В Военно-Морском Флоте с 1939 года. Службу проходил на Черноморском флоте в авиационных частях.
На фронте в Великую Отечественную войну с июня 1941 года. Участвовал в обороне Одессы и Севастополя. С 1942 года служил в 322-м батальоне морской пехоты Черноморского флота. В августе 1942 года участвовал в обороне Новороссийска, был ранен. После лечения в составе десанта под командованием Ц. Куникова в феврале 1943 года высадился у посёлка Станичка (ныне Куниковка) и участвовал в боях на захваченном плацдарме, названном «Малой землёй».
В мае 1943 года старшина 1-й статьи Шпак был направлен на должность заместителя командира взвода автоматчиков в сформированный 384-й отдельный батальон морской пехоты Черноморского флота. В сентябре 1943 года по боевой характеристике К. В. Шпак был принят в ряды ВКП(б)/КПСС.
Осенью 1943 года участвовал в десантных операциях в города Азовского побережья: Таганрог, Мариуполь, Осипенко (ныне Бердянск). За отличие в этих боях был награждён медалью «За отвагу». Затем были бои на Кинбурнской косе, освобождение посёлков Херсонской области Александровка, Богоявленское (ныне Октябрьский) и Широкая Балка.

## Подвиг
Во второй половине марта 1944 года войска 28-й армии начали бои по освобождению города Николаева. Чтобы облегчить фронтальный удар наступающих, было решено высадить в порт Николаев десант. Из состава 384-го отдельного батальона морской пехоты выделили группу десантников под командованием старшего лейтенанта Константина Ольшанского. В неё вошли 55 моряков, 2 связиста из штаба армии и 10 сапёров. Проводником пошёл местный рыбак Андреев. Одним из десантников был старшина 1-й статьи Шпак.
Двое суток отряд вёл кровопролитные бои, отбил 18 ожесточённых атак противника, уничтожив при этом до 700 солдат и офицеров врага. Во время последней атаки фашисты применили танки-огнемёты и отравляющие вещества. Но ничто не смогло сломить сопротивление десантников, принудить их сложить оружие. Они с честью выполнили боевую задачу.
28 марта 1944 года советские войска освободили Николаев. Когда наступающие ворвались в порт, им предстала картина происшедшего здесь побоища: разрушенные снарядами обгорелые здания, более 700 трупов фашистских солдат и офицеров валялись кругом, смрадно чадило пожарище. Из развалин конторы порта вышло 6 уцелевших, едва державшихся на ногах десантников, ещё 2-х отправили в госпиталь. В развалинах конторы нашли ещё четверых живых десантников (одним из них был старшина Шпак). От тяжёлых ранений и отравления газами он умер в госпитале 10 апреля 1944 года. Пали все офицеры, старшины, сержанты и многие краснофлотцы.
Похоронен в братской могиле в городе Николаев в сквере 68-ми десантников.
Весть об их подвиге разнеслась по всей армии, по всей стране. Верховный Главнокомандующий приказал всех участников десанта представить к званию Героя Советского Союза.
Указом Президиума Верховного Совета СССР от 20 апреля 1945 года за образцовое выполнение боевых заданий командования на фронте борьбы с немецкими захватчиками и проявленные при этом отвагу и геройство старшине 1-й статьи Шпаку Кузьме Викторовичу было присвоено звание Героя Советского Союза (посмертно).
Награждён орденом Ленина, медалью.
Их именем названа улица города Николаева, открыт Народный музей боевой славы моряков-десантников. В Николаеве в сквере имени 68-ми десантников установлен памятник. В посёлке Октябрьском на берегу Бугского лимана, откуда уходили на задание десантники, установлена мемориальная гранитная глыба с памятной надписью.
На родине Героя, в городе Краснодаре, его именем названа улица, на школе № 66 установлена мемориальная доска.